# Miss M. (中島みゆきのアルバム)
『miss M.』（ミス・エム）は、1985年11月7日に発表された中島みゆきの13作目のオリジナルアルバムである。

## 制作・構成
『はじめまして』（1984年）と『御色なおし』（1985年）よりもロック色が更に濃厚になった作品で、レコーディングにBOØWYの布袋寅泰やパール兄弟の窪田晴男が参加している。

## リリース
1985年4月17日にキャニオン・レコードのAARD-VARKレーベルから、LPとCT、CDの3形態でリリースされた。
現行盤のCDは2018年にヤマハミュージックコミュニケーションズから発売された。
2012年、Tom Baker at Precision Mastering (Los Angeles) により新たにデジタルリマスタリングされたCDがクリスタルディスクにて発売された（規格品番：YMPCD-10022）。

## 収録曲

### LPレコード
| 全作詞・作曲: 中島みゆき。 |                            |            |            |          |      |
| #                          | タイトル                   | 作詞       | 作曲・編曲 | 編曲     | 時間 |
| 1.                         | 「極楽通りへいらっしゃい」 | 中島みゆき | 中島みゆき | 後藤次利 | 3:15 |
| 2.                         | 「あしたバーボンハウスで」 | 中島みゆき | 中島みゆき | 後藤次利 | 3:39 |
| 3.                         | 「熱病」                   | 中島みゆき | 中島みゆき | チト河内 | 3:00 |
| 4.                         | 「それ以上言わないで」     | 中島みゆき | 中島みゆき | 後藤次利 | 5:35 |
| 5.                         | 「孤独の肖像」             | 中島みゆき | 中島みゆき | 後藤次利 | 5:49 |
| 合計時間:                  | 合計時間:                  | 合計時間:  | 21:18      |          |      |

| 全作詞・作曲: 中島みゆき。 |                      |            |            |          |      |
| #                          | タイトル             | 作詞       | 作曲・編曲 | 編曲     | 時間 |
| 1.                         | 「月の赤ん坊」       | 中島みゆき | 中島みゆき | 倉田信雄 | 4:13 |
| 2.                         | 「忘れてはいけない」 | 中島みゆき | 中島みゆき | チト河内 | 5:03 |
| 3.                         | 「ショウ・タイム」   | 中島みゆき | 中島みゆき | 後藤次利 | 4:05 |
| 4.                         | 「ノスタルジア」     | 中島みゆき | 中島みゆき | 後藤次利 | 4:44 |
| 5.                         | 「肩に降る雨」       | 中島みゆき | 中島みゆき | 倉田信雄 | 5:31 |
| 合計時間:                  | 合計時間:            | 合計時間:  | 23:36      |          |      |

### CD
| 全作詞・作曲: 中島みゆき。 |                            |            |            |          |      |
| #                          | タイトル                   | 作詞       | 作曲・編曲 | 編曲     | 時間 |
| 1.                         | 「極楽通りへいらっしゃい」 | 中島みゆき | 中島みゆき | 後藤次利 | 3:15 |
| 2.                         | 「あしたバーボンハウスで」 | 中島みゆき | 中島みゆき | 後藤次利 | 3:39 |
| 3.                         | 「熱病」                   | 中島みゆき | 中島みゆき | チト河内 | 3:00 |
| 4.                         | 「それ以上言わないで」     | 中島みゆき | 中島みゆき | 後藤次利 | 5:35 |
| 5.                         | 「孤独の肖像」             | 中島みゆき | 中島みゆき | 後藤次利 | 5:49 |
| 6.                         | 「月の赤ん坊」             | 中島みゆき | 中島みゆき | 倉田信雄 | 4:13 |
| 7.                         | 「忘れてはいけない」       | 中島みゆき | 中島みゆき | チト河内 | 5:03 |
| 8.                         | 「ショウ・タイム」         | 中島みゆき | 中島みゆき | 後藤次利 | 4:05 |
| 9.                         | 「ノスタルジア」           | 中島みゆき | 中島みゆき | 後藤次利 | 4:44 |
| 10.                        | 「肩に降る雨」             | 中島みゆき | 中島みゆき | 倉田信雄 | 5:31 |
| 合計時間:                  | 合計時間:                  | 合計時間:  | 44:54      |          |      |

## 楽曲解説
1. 極楽通りへいらっしゃい
  - 本作自体は1980年に制作されており、ライヴツアー『1980年・春のコンサートツアー』のみで披露されていた。このときの歌詞とメロディは一部異なっている。
  - 漫画家のさくらももこが、OL時代にこの曲を歓迎会で披露し、場を盛り下げたというエピソードがある[2]。
2. あしたバーボンハウスで
3. 熱病
  - 1988年にリリースされたシングル「仮面」のB面に、椎名和夫編曲によるリアレンジ版が収録されている。
4. それ以上言わないで
5. 孤独の肖像
  - アルバムからの先行シングル曲で、特に表記はないがアルバムヴァージョンである。この曲は原曲があったが、作風が後藤次利のアレンジの雰囲気と合わなかったことと、当時の中島には唄うのが難しかったこともあり書き直したのが本作である。ちなみに原曲は1993年にリリースされた『時代-Time goes around-』収録の「孤独の肖像1st.」。
6. 月の赤ん坊
  - ベストアルバム『中島みゆき PRESENTS BEST SELECTION 16』にも収録された。
7. 忘れてはいけない
8. ショウ・タイム
  - 後にシングル「つめたい別れ」のB面としてシングルカットされた。
9. ノスタルジア
  - この曲のギターはBOØWYの布袋寅泰と松原正樹の演奏である。
10. 肩に降る雨

## 演奏者
- Vocals：中島みゆき

| 極楽通りへいらっしゃい - E.Bass：後藤次利 - E.Guitar：松原正樹 - Drums：青山純 - Piano：倉田信雄 - Synthesizer：後藤次利 - Synthesizer Programer：迫田到 あしたバーボンハウスで - E.Bass：後藤次利 - E.Guitar：松原正樹 - Drums：青山純 - Piano：倉田信雄 - Synthesizer：倉田信雄・後藤次利 - Synthesizer Programmer：迫田到 熱病 - E.Bass：富倉安生 - E.Guitar：窪田晴男 - Piano：エルトン永田 - Synthesizer：エルトン永田・チト河内 - Saxophone：ジェイク, H, コンセプション - Chorus：杉本和世・東郷昌和・小出博志 - Synthesizer Programmer：梅原篤・土岐幸男 それ以上言わないで - E.Bass：後藤次利 - E.Guitar：松原正樹 - A.Guitar：松原正樹・中島みゆき - Drums：青山純 - Piano：倉田信雄 - Synthesizer：富樫春生・後藤次利 - Synthesizer Programmer：迫田到 孤独の肖像 - E.Bass：後藤次利 - E.Guitar：後藤次利・土方隆行 - Drums：青山純 - Piano：倉田信雄 - Synthesizer：倉田信雄・後藤次利 - Chorus：杉本和世・中山みさ - Synthesizer Programmer：土岐幸男 | 月の赤ん坊 - E.Bass：岡沢章 - E.Guitar：土方隆行 - Drums：渡嘉敷祐一 - Piano：倉田信雄 - Synthesizer：倉田信雄 - L.Percussion：斉藤ノブ 忘れてはいけない - E.Bass：富倉安生 - E.Guitar：窪田晴男 - Piano：エルトン永田 - Synthesizer：エルトン永田・チト河内 - L.Percussion：チト河内・斉藤ノブ - Chorus：杉本和世 - Synthesizer Programmer：梅原篤・土岐幸男 ショウ・タイム - E.Bass：後藤次利 - E.Guitar：後藤次利・北島健二 - Drums：青山純 - Piano：富樫春生 - Synthesizer：富樫春生・後藤次利 - Synthesizer Programmer：迫田到 ノスタルジア - E.Bass：後藤次利 - E.Guitar：松原正樹・布袋寅泰 - Drums：青山純 - Piano：倉田信雄 - Saxophone：ジェイク, H, コンセプション 肩に降る雨 - Synthesizer：倉田信雄 - Strings：ジョー, グループ - Synthesizer Programmer：河合雅人・浦田恵司 |